# Philippe Renaud (Literaturwissenschaftler)
Philippe Renaud (* 11. März 1931 in Lausanne; † 1. April 2021 in La Chaux-de-Fonds) war ein Schweizer romanistischer Literaturwissenschaftler und Schriftsteller.

## Leben
Philippe Renaud studierte Französische Sprach- und Literaturwissenschaft an der Universität Lausanne, wo er 1955 das Lizentiat erwarb. Danach wechselte er an die Universität Genf, wo er 1968 bei Marcel Raymond mit einer Arbeit über Guillaume Apollinaire promoviert wurde. Studienaufenthalte führten ihn an die Columbia University in New York City und an die Universität Berkeley (1959–1961). Auf seine Initiative hin wurde 1970 an der Universität Genf ein regelmässig stattfindendes Seminar für französischsprachige Schweizer Literatur in den Lehrplan aufgenommen, das er in der Folge auch selbst hielt. In Genf war er auch hauptsächlich als Hochschullehrer tätig: Er war er von 1977 bis 1980 Assistenzprofessor, von 1980 bis 1983 Lehrbeauftragter, von 1988 bis 1992 Lehr- und Forschungsrat (maître d’enseignement et de recherche) und von 1992 bis zu seiner Pensionierung 1996 Titularprofessor. Im akademischen Jahr 1970/71 war er Gastprofessor an der Universität Laval in Québec.
Neben seiner akademischen Tätigkeit schrieb er Essays, Gedichte und Erzählungen, die in Zeitschriften und teilweise in Buchform erschienen. Regelmässig schrieb er für die von 1983 bis 2001 erschienene studentische Zeitschrift [vwa].
Ab 1998 lebte er in La Chaux-de-Fonds. 2008 war er Mitgründer der Online-Zeitschrift coaltar, die 2013 eingestellt wurde. Ab 2016 bis zu seinem Tod führte er im Internet einen Blog zu literarischen Themen.
Er war von 1956 bis zu ihrem Tod mit der Schriftstellerin Odette Vernet (1932–1993) verheiratet.

## Forschung
Renaud war ein Spezialist für die Literatur der französischsprachigen Schweiz, besonders für das Werk von Blaise Cendrars, Catherine Colomb, Yves Velan und Charles Ferdinand Ramuz. Er war an der Ausgabe von Ramuz’ Romanen in der Bibliothèque de la Pléiade beteiligt. Daneben beschäftigte er sich mit dem Nouveau Roman, vor allem mit dem Werk von Michel Butor.

## Veröffentlichungen (Auswahl)

### Monografien
- Lecture d’Apollinaire. L’Age d’Homme, Lausanne 1969.
- Les Trajets du phénix. De «La chanson du mal-aimé» à l’ensemble d’«Alcools». Minard, Paris 1983, ISBN 2-256-90401-6.
- Ramuz ou L’intensité d’en bas. Éditions de l’Aire, Vevey 1986.

### Literarische Texte
- Marcel Duchamp ou Les Mystères de la Porte. Roman-feuilleton pataphysique. Éditions coaltar, Genf 2012.
- Sept Histoires à rebrousse-poil. Erzählungen. Éditions de l’Aire, Vevey 2013, ISBN 978-2-940478-79-8.